# Danae atronotata
Danae atronotata es una especie de coleóptero de la familia Endomychidae.

## Distribución geográfica
Habita en Camboya.